# Ferréol Gassackys
Ferréol Constant Patrick Gassackys est un homme politique, écrivain et poète congolais né le 19 juin 1962 à Owando, département de la Cuvette, en République du Congo. Il est diplômé d'études supérieures spécialisées en relations internationales.
Il est élu député de la 3e circonscription de Poto-Poto lors des élections législatives de 2017. Par décret n° 2021-29 du 15 janvier 2021, il est nommé ministre plénipotentiaire de 3e classe.

## Biographie
Après des études de baccalauréat au lycée de la Libération (actuel Lycée Savorgnan De Brazza), Ferréol Constant Patrick Gassackys poursuit son cursus universitaire à l’École des Hautes Études Internationales en France qui se solde en 1987 par un Diplôme d’Etudes Supérieures Spécialisées en Études stratégiques et politique de défense.
En 1991, il intègre le Ministère des affaires étrangères et de la Coopération, en 2003, est nommé Commissaire général du Festival Panafricain de Musique (FESPAM), en 2007 est appelé au cabinet du ministère des Transports de l’Aviation civile et de la marine marchande, en 2010, il adhère au Parti Congolais du Travail, et en 2013, devient Conseiller municipal et départemental de la ville de Brazzaville. Depuis juillet 2017, est honorable député de la troisième circonscription du troisième arrondissement de Brazzaville, Poto-Poto, et Rapporteur de la Commission Affaires Étrangères, Coopération et des Congolais de l’Étranger de l'Assemblée nationale. A l'occasion de la campagne de restructuration des organes intermédiaires organisée en août 2020, il est élu président du comité du Parti congolais du travail (PCT) du 3e arrondissement de Brazzaville. Par décret n° 2021-29 du 15 janvier 2021, il est nommé ministre plénipotentiaire de 3e classe.

## Le Chroniqueur et opérateur culturel
Son activité de chroniqueur se résume à une page de culture qui lui est suggérée par le quotidien Les Dépêches de Brazzaville depuis 2005, il y épingle tous sujets de culture sans exclusive dans le but de susciter la réflexion sur l’apport réel de la culture sur le capital humain, avec plus d’un millier d’articles déployés sur une quinzaine d’années, il a rédigé un roman, « Qu’est ce que ça tient à peu de chose que le destin » à paraître aux Éditions L’Harmattan.
Il a créé une association culturelle, dénommée « Lumières d’Afriques » dont le but est de mettre en exergue les cultures d’Afrique par le biais de la musique, des arts scéniques, est détenteur du label Miss Indépendance, concours de beauté annuel en République du Congo.

## Œuvres
Production musicale
- Terre sacrée, avec plusieurs artistes dont Papa Wemba, Roga-Roga, Sam Mangwana, Kosmos Mountouari, Ferré Gola, Koffi Olomidé, Mpassi,…
- 2007 : Act1
- 2009 : Act2
- 2012 : Act3
- 2014 : Act4

Autres prestations culturelles
- Chroniques culturelles, depuis 2015 avec Les Dépêches de Brazzaville.
- 2019 : Les hasards du destin, Roman Editions l’Harmattan[7].
- 2020 : Frikia, pèlerin des âges, Roman Editions l’Harmattan [8].
- 2020 : La foi de Ferréol[9].

## Distinctions
- 1997-2000 - Prix des arts et des Lettres du Président de la République, Ngwomo Africa, Afroca music award, Kora music awards avec le groupe Extra-Musica qu’il a managé de 1992 à 2003, Tam- Tam d’Or, du meilleur album congolais en 2007 avec Terre sacrée act2
- 2008 – Officier dans l’ordre du dévouement congolais
- 2017 – Commandeur dans l’Ordre du Mérite congolais.